# خورشیدگرفتگی ۸ سپتامبر ۱۸۰۱
خورشیدگرفتگی ۸ سپتامبر ۱۸۰۱ (به انگلیسی: Solar eclipse of ۸ سپتامبر ۱۸۰۱) یک خورشیدگرفتگی از نوع خورشیدگرفتگی جزئی است. این خورشیدگرفتگی در تاریخ ۸ سپتامبر ۱۸۰۱ روی داد که زمان اوج آن، ساعت ۵:۵۴:۴۰ به‌وقت ساعت هماهنگ جهانی بوده‌است.